# X17粒子
X17粒子（エックスじゅうななりゅうし）は、仮設上の素粒子（ボース粒子）の1つ。未発見の第5の力を伝える粒子ではないかと目されている。質量が17メガ電子ボルトであることからこの名がある。この質量は電子の33倍で、寿命は10～14秒と短い。ハンガリーのAttila Krasznahorkayは2016年、140度という予想外の角度で崩壊するベリリウム8の原子核を発見し、未知の素粒子が存在する可能性が示唆された。2019年にKrasznahorkayが行った再実験ではやはり励起したヘリウム原子核が115度という予想外の角度で崩壊しており、さらに、この原子核は質量17メガ電子ボルト以下の粒子をも生成していたという。実験誤差を考えなければ、このような現象が偶然発生する確率は1兆分の1であるという。

## 文献
1. ↑  ガラパイア. “本当なら世紀の大発見！自然界に第5の力が存在する証拠を発見（ハンガリー研究）”. exciteニュース. 2022年9月3日閲覧。